# Klaus Mietusch
Klaus Mietusch, nemški častnik, vojaški pilot in letalski as, * 5. avgust 1918, Posen, † 17. september 1944, v bližini Rath-Aldekerka.

## Življenjepis
Po uspešno zaključenem usposabljanju za vojaškega pilota je bil Klaus Mietusch 1. septembra 1938 dodeljen 2./JG 234, ki se je kmalu za tem preimenoval v 2./JG 26. 23. septembra 1939 je bil s činom poročnika premeščen v 7./JG 26. Sodeloval je v bitki za Francijo in tam 31. maja 1940 dosegel prvo zračno zmago, ko je v bližini Dunkerquasestrelil britanskega Hurricana. 8. junija 1940 je bil s svojim Messerschmitt Bf 109 E-1 (W. Nr. 2746) v boju z britanskim lovcem Hawker Hurricane zadet in je moral zasilno pristati za sovražnikovo črto. Pristanek je preživel brez poškodb, a ga je po izstopu iz letala v bližini Neufchatela v zadnjico ustrelil francoski civilist. Do padca Francije je bil Mieutsch tako vojni ujetnik. 
Po francoski predaji se je vrnil v 7./JG 26 do konca leta 1940 dosegel še eno zračno zmago in bil povišan v čin nadporočnika. Januarja 1941 je bila 7./JG 26 pod poveljstvom nadporočnika Joachima Müncheberga, premeščen na Sicilijo, kjer je Mieutsch nad Malto dosegel še tri zračne zmage in tako postal letalski as. Enota je bila nato preusmerjena v delovanje nad Jugoslavijo, kjer je Mietusch dosegel še eno zračno zmago, ko je 6. aprila 1941 v bližini Podgorice sestrelil dvokrilnega lovca Hawker Fury Mk. I Jugoslovanskega kraljevega vojnega letalstva. Po vrnitvi nad Malto je dosegel nove tri zmage, med katerimi je bil tudi letalski as RAF E. M. “Imshi” Mason, ki ga je v njegovem Hurricanu Mietusch sestrelil 13. aprila. Mason, ki je bil v boju ranjen v roko je svoje poškodovano letalo pristal v morju, sam pa se je pri tem še dodatno poškodoval.
Mietusch je sodeloval tudi v bojih nad severno Afriko in nad Tobrukom sestrelil še eno letalo. Septembra je bil 7./JG 26 premeščen nazaj v Evropo, kjer je 19. septembra Müncheberg prevzel poveljstvo nad II./JG 26, Mietusch pa je postal Staffelkapitän 7./JG 26. 19. avgusta 1942 je nad Dieppom sestrelil dva angleška lovca Supermarine Spitfire, ki sta sodelovala pri izkrcanju zaveznikov. Februarja 1943 je 7./JG 26 na vzhodni fronti zamenjal I./JG 54, Mietusch pa je vodil svojo enoto s činom stotnika. Glavna baza enote je bila zahodno od Leningrada in je bila njen dom do junija 1943, ko je bila enota premeščena nazaj na zahodno fronto. Mietusch je v tem času dosegel 15 zmag, od katerih jih je kar pet dosegel 18. junija, po tem, ko se je po dveh mesecih vrnil iz bolnišnice. Tam je pristal po tem, ko je 20. marca njegovemu lovcu Focke-Wulf Fw 190 A-4 (W. Nr. 7147) odpovedal motor in je moral z njim zasilno pristati, pri čemer se je letalo prevrnilo, Mietusch pa se je močno poškodoval.
5. julija 1943 je Mietusch postal Gruppenkommandeur III./JG 26, 25. julija pa sestrelil svoj prvi težki štirimotorni bombnik, ameriško »Letečo trdnjavo« Boeing B-17 Fortress. Njegova 50. zračna zmaga je bil prav tako bombnik B-17, ki ga je sestrelil v bližini Cambraia, 20. oktobra 1943. Tudi 60. zmaga je bil B-17, tega pa je sestrelil nad Berlinom, 8. marca 1944. Istega dne je napadel tudi vračajoče se bombnike, pri čemer je bil njegov Messerschmitt Bf 109 G-6 (W. Nr. 162 032) “Črna 21” zadet. V bližini mesta Meppen ga je presenetil spremljevalni lovec Republican P-47 Thunderbolt in ga sestrelil. Mietusch je iz zadetega lovca izskočil s padalom, a se je pri doskoku poškodoval in je posledično nekaj tednov preživel v bolnišnici. Za šestdeseto zračno zmago je bil 26. marca 1944 odlikovan z Viteškim križem, aprila pa povišan v čin majorja. 
12. aprila 1944 je spet pristal v bolnišnici, ko je pri pristajanju na letališče v Rouvres-Étain s svojim Bf 109 G-6 (W. Nr. 162 345) “Črna 24” s kolesom zapeljal v krater, ki ga je povzročila zavezniška bomba, pri čemer se je letalo prevrnilo. V bolnišnici je preživel tri tedne. 4. julija je nad Chartresom sestrelil 70. letalo, ameriškega lovca Lockheed P-38 Lightning, 17. julija pa je bil njegov Bf 109 G-6/U4 (W. Nr. 440 640) “Bela 20” spet sestreljen. Tokrat je postal žrtev britanskega Spitfira. Mietusch je iz letala izskočil, v bazo pa se je ranjen vrnil šele naslednji dan. Ponovno je končal v bolnišnici, tokrat ga je poveljstvo poslalo na okrevanje v Nemčijo. 
17. septembra 1944 je bil ponovno v zraku in je v spopadu z ameriškimi Mustangi sestrelil še svoje zadnje, 75. sovražno letalo. Kmalu za tem ga je sestrelil ameriški letalski as, poročnik William Beyer. Pri tem je Mietusch v svojem Bf 109 G-6 (W. Nr. 441 646) “Črna 25” umrl. Njegovo letalo je zadelo tla v bližini mesta Rath-Aldekerk. Posmrtno je bil odlikovan s hrastovimi listi k viteškemu križu. 
V 452 bojnih nalogah je Klaus Mietusch dosegel 75 priznanih zračnih zmag. Nad zahodnim bojiščem jih je zabeležil 60, nad vzhodnim pa 15. Med temi zmagami je bilo 13 težkih bombnikov. Sam je bil desetkrat sestreljen in je utrpel več poškodb.

## Odlikovanja
- Železni križec 2. in 1. razreda
- Ehrenpokal der Luftwaffe (26. april 1941)
- Nemški križ v zlatu (15. oktober 1942)
- Viteški križ železnega križca (26. marec 1944)
  - Hrastovi listi k viteškemu križu (18. november 1944 - posmrtno)